# Serpente piumato

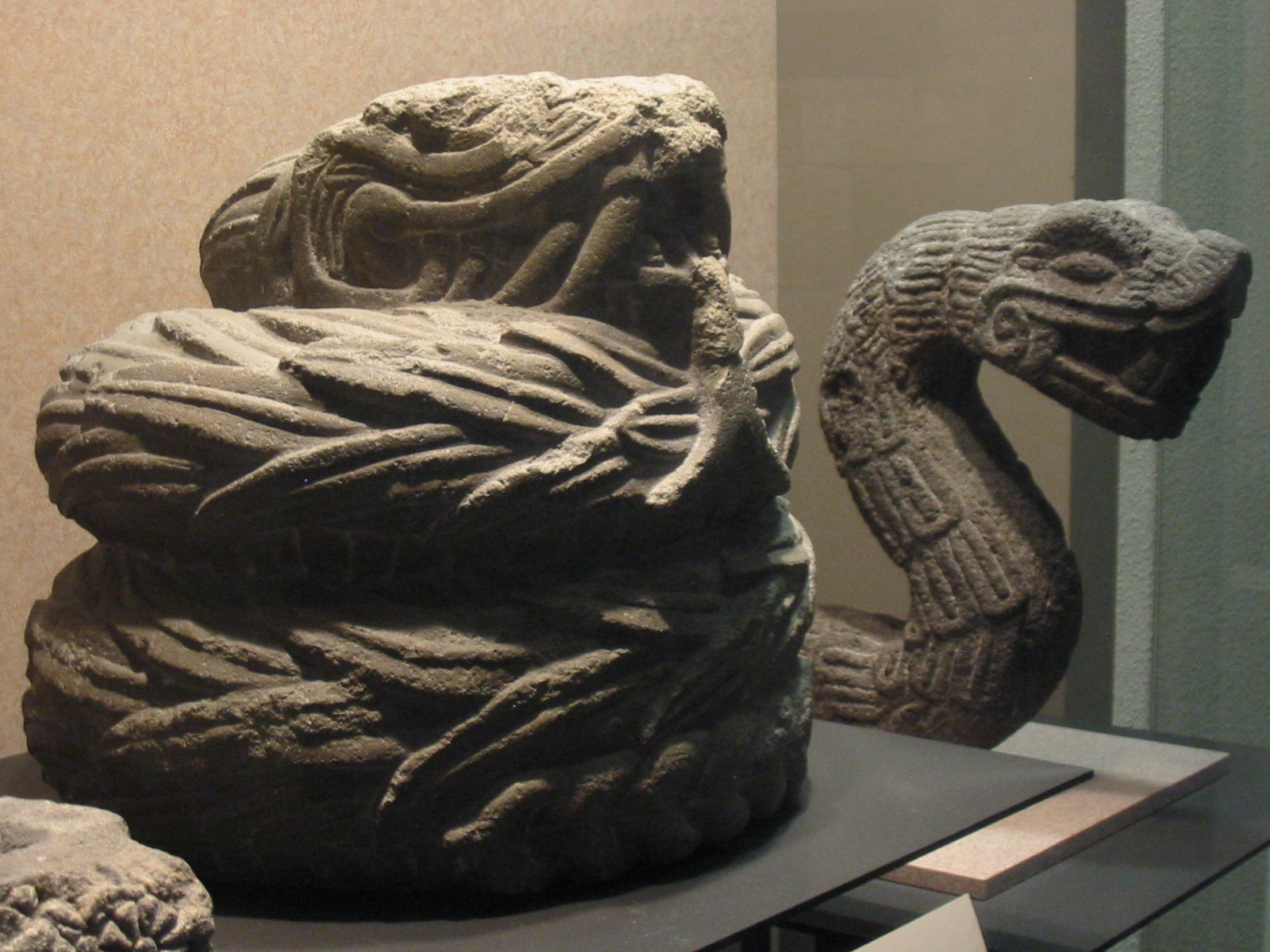
Sculture azteche in pietra raffiguranti serpenti piumati, in mostra presso il Museo nazionale di antropologia di Città del Messico

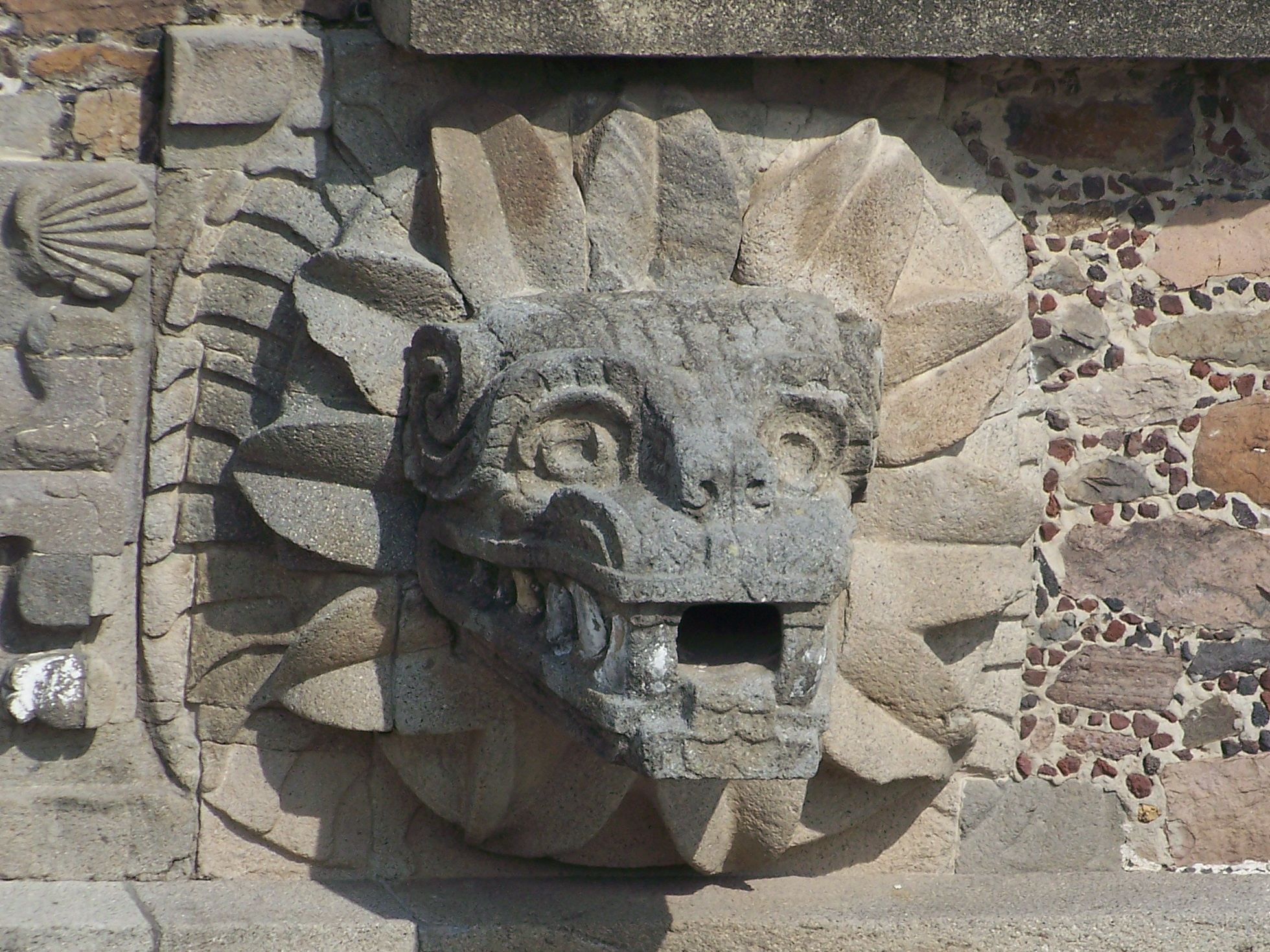
Teste di serpenti piumati ricoprono il Tempio del serpente piumato di Teotihuacan

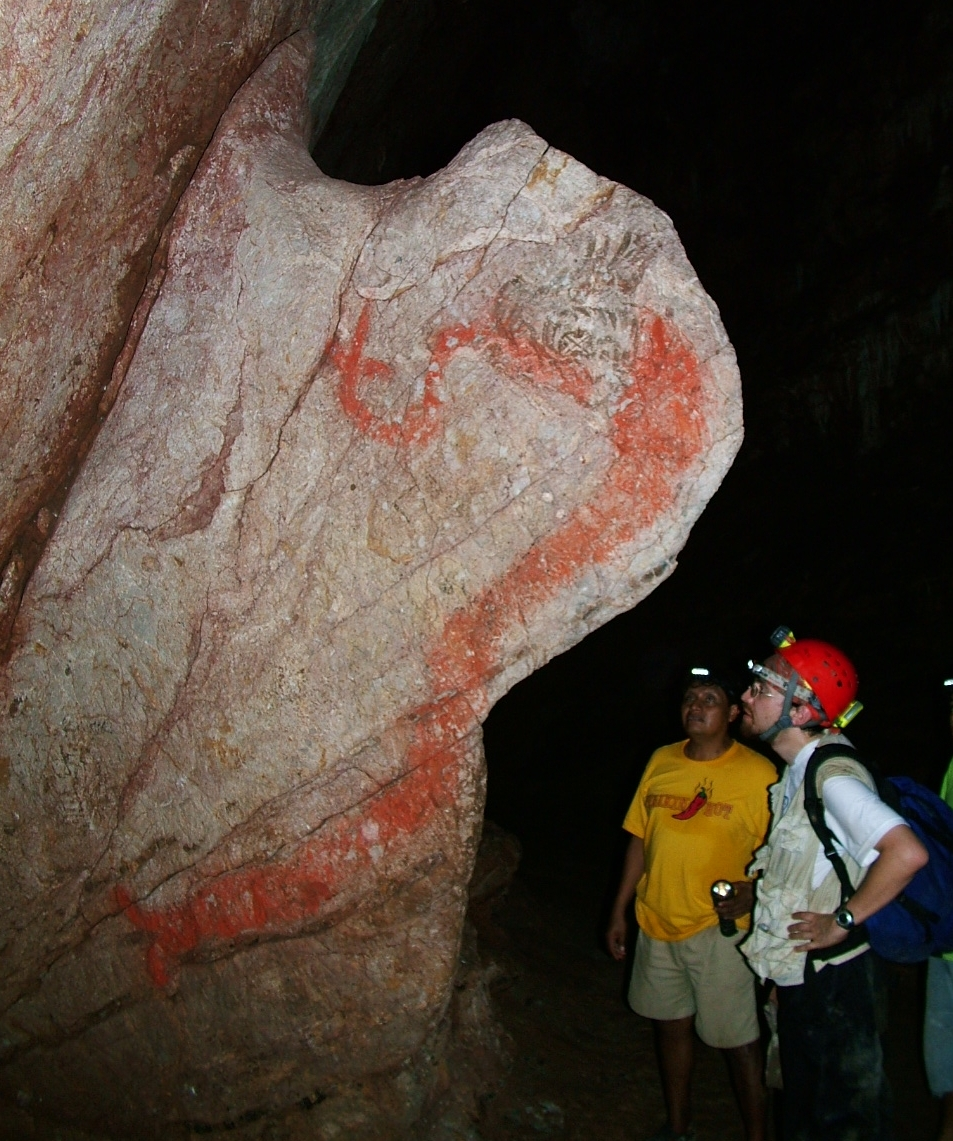
Serpente piumato raffigurato in una profonda grotta di Juxtlahuaca. Stilisticamente simile a quello olmeco, questo serpente rosso ha una cresta di piume verdi ormai sbiadite

Il serpente piumato era un'importante divinità o essere soprannaturale in molte religioni mesoamericane, particolarmente ben conosciuto tra gli aztechi col nome di Quetzalcoatl.

## Descrizione
Le prime rappresentazioni di serpenti piumati appaiono nella cultura olmeca (circa 1400-400 a.C.). Si crede che gli esseri soprannaturali Olmechi, quali il serpente piumato, fossero i precursori di molte divinità mesoamericane, nonostante alcuni esperti non concordino sull'importanza che il serpente piumato avrebbe ricoperto tra gli Olmechi. Il serpente piumato degli Olmechi viene solitamente raffigurato come un serpente a sonagli dotato di cresta, a volte con piume che ne coprono il corpo, e spesso nell'immediata vicinanza degli uomini. Molte rappresentazioni olmeche sono sopravvissute, tra cui la Stele 19 proveniente dal sito archeologico di La Venta ed un dipinto situato nella grotta di Juxtlahuaca. 
Anche il pantheon del popolo di Teotihuacan (200 a.C. - 700 d.C.) contiene un serpente piumato, raffigurato soprattutto sul Tempio del serpente piumato (datato 150-200 d.C.). Sull'edificio appaiono molti ritratti del serpente, tra cui un profilo di tutto il suo corpo e numerose teste.
Anche alcuni edifici di Tula, capitale degli ultimi Toltechi (950-1150 d.C.), mostrano immagini di serpenti piumati.
Quetzalcoatl è l'incarnazione azteca del serpente piumato, citato in molti codici aztechi quali il codice fiorentino, ed in molti resoconti dei conquistadores spagnoli. Quetzalcoatl era colui che portava la conoscenza, l'inventore dei libri, e veniva associato al pianeta Venere. 
Il serpente piumato era raro nella civiltà Maya dell'era classica.
Oltre al serpente piumato, nei pantheon mesoamericani si trovano molte divinità con caratteristiche simili.

### Divinità serpenti mesoamericane
Mitologia azteca:
- Quetzalcoatl

Mitologia maya:
- Gukumatz (K'iche'-Maya), Kukulkan (Yucatec-Maya)
- Tepeu